# Творения Прометея
Творения Прометея (Die Geschöpfe des Prometheus) op. 43 Людвига ван Бетховена — героико-аллегорический балет в двух действиях. Полное название «Творения Прометея, или Могущество музыки и танца». Либретто по мотивам древнегреческого мифа и хореографию составил Сальваторе Вигано́. Премьера состоялась в Вене 28 марта 1801 года. Несмотря на успех первого представления, балет при жизни композитора ставился редко. Если не считать музыки для драматических спектаклей, кроме данного балета, в жанре театральной музыки Бетховен закончил только один свой замысел — оперу «Фиделио».
Хотя либретто как таковое не сохранилось, о его содержании всё же можно судить по ремаркам в партитуре балета и в эскизах композитора, а также по некоторым сохранившемся свидетельствам современников.
Наиболее известной является увертюра из этого балета, которая исполняется как самостоятельная концертная пьеса.

## Персонажи
- Прометей, титан
- Мужчина (существо) — создан Прометеем
- Женщина (существо) — создана Прометеем
- Аполлон, Господин, Вакх, музы Эвтерпа, Мельпомена и Талия, Амфион, «Арион», Орфей, грации, фауны, вакханки.